# Volodîmîrove, Krasnohvardiiske
Volodîmîrove (în ucraineană Володимирове) este un sat în comuna Voshod din raionul Krasnohvardiiske, Republica Autonomă Crimeea, Ucraina.

## Demografie
Componența lingvistică a localității Volodîmîrove
     Rusă (92,31%)
     Ucraineană (7,69%)
Conform recensământului din 2001, majoritatea populației localității Volodîmîrove era vorbitoare de rusă (92,31%), existând în minoritate și vorbitori de ucraineană (7,69%).